# Madagascar (игра)
Madagascar (с англ. — «Мадагаскар») — видеоигра в жанре action-adventure, основанная на одноимённом мультфильме. Выпущена в 2005 году компанией Activision для консолей и персональных компьютеров. В планах также было издание мобильной версии компанией AMS Mobile, но её разработка была отменена.

## Игровой процесс
Основа геймплея игры — это платформер, с элементами стелса, головоломок и экшена. В основном нужно играть за зебру Марти, но будет возможность поуправлять и другими персонажами мультфильма: львом Алексом, гиппопотамом Глорией, жирафом Мелманом, пингвином Шкипером и лемуром Мортом. У каждого из главных героев есть уникальная способность, которая открывается после сбора особых карт.
Кроме платформинга игроку доступно множество различных заданий: управление краном, стрельба дротиками, защита грибов от тараканов, сопровождение лемуров к безопасной точке, сражение с крокодилами и так далее.

## Сюжет
Лев Алекс, зебра Марти, бегемотиха Глория, жираф Мелман и четвёрка пингвинов живут в зоопарке Центрального парка Нью-Йорка. На десятый день рождения Марти начинает задумываться о жизни за пределами зоопарка. Тем же вечером пингвины, возглавляемые Шкипером, решают организовать побег и предлагают Марти присоединиться к ним. В ходе побега зебра прокладывает путь для пингвинов, однако по пути группа разделяется, и Марти удается сбежать через главный выход. Узнав о побеге Марти, Алекс, Глория и Мелман отправляются на его поиски. Впоследствии они оказываются задержаны полицией, усыплены и отправлены на корабле в заповедник дикой природы. Пингвины, также находящиеся на борту, берут под контроль судно с целью добраться до Антарктиды. Во время их маневров ящики с животными выпадают в океан. Алекс оказывается выброшенным на пляж и приходит в себя без сознания. Обнаружив на пляже открытый ящик, он понимает, что его друзья также оказались здесь, и отправляется на их поиски. В джунглях Алекс помогает различным животным, которые в благодарность указывают ему путь к его друзьям. В конечном итоге Алекс воссоединяется с ними.
Друзья отправляются на поиски помощи и сталкиваются с племенем лемуров. Они рассказывают, что герои попали на остров под названием Мадагаскар. Во время разговора на лемуров нападают фоссы и Алекс, со своими друзьями, защищают лемуров. Глория замечает, что Алекс начинает вести себя странно, страдая от голода. Выясняется, что до этого Алекс никогда раньше не причинял вреда животным, потому что в зоопарке его кормили люди. В припадке он случайно кусает Марти и убегает. Глория и Мелман в это время строят маяк на пляже, чтобы их забрали с острова. Марти решает вернуться за Алексом. Тем временем лев прячется в логове фосс, чувствуя вину, но в конечном итоге побеждает короля фосс и возвращается с Марти на пляж. Лемуры благодарят героев, и пингвины увозят их с острова.

## Приём
| Сводный рейтинг    | Сводный рейтинг | Сводный рейтинг | Сводный рейтинг | Сводный рейтинг | Сводный рейтинг |
| Издание            | Оценка          | Оценка          | Оценка          | Оценка          | Оценка          |
| Издание            | DS              | GC              | PC              | PS2             | Xbox            |
| ------------------ | --------------- | --------------- | --------------- | --------------- | --------------- |
| GameRankings       | 61,10 %         | 67,88 %         | 71,83 %         | 66,64 %         | 69,83 %         |
| Metacritic         | N/A             | N/A             | 73/100          | 69/100          | 71/100          |
| Иноязычные издания |                 |                 |                 |                 |                 |
| Издание            | Оценка          | Оценка          | Оценка          | Оценка          | Оценка          |
| Издание            | DS              | GC              | PC              | PS2             | Xbox            |
| GameSpot           | N/A             | N/A             | 7/10            | N/A             | N/A             |
| IGN                | N/A             | N/A             | 7/10            | N/A             | N/A             |

### Отзывы
Согласно агрегатору рецензий Metacritic, Madagascar получил «смешанные или средние» отзывы. Несмотря на похвалы за простоту, веселый геймплей, юмор и разнообразие игровых механик, игра подверглась критике за низкое качество графики, короткую продолжительность и недостаточную реиграбельность. Алекс Наварро из GameSpot оценил игру на 7 из 10, назвав её «коротким, но обаятельным приключением, которое понравится подросткам, независимо от того, смотрели ли они мультфильм. А если смотрели, то тем более». Аналогично, IGN также присвоили игре оценку 7 из 10, отметив, что: «те, кто ищет хорошую, ориентированную на детей платформенную игру, найдут её в Madagascar. Она не заставляет вас проходить уровень за уровнем в поисках бессмысленных предметов. Вместо этого, она предлагает ряд хорошо продуманных уровней с разнообразными стилями их прохождения».

### Награды и номинации
Академия интерактивных искусств и наук номинировала Madagascar на «Детскую игру года» (англ. Children’s Game of the Year) в 2006 году.

### Продажи
За месяц было продано более миллиона копий игры.